# Vereinbarung von Nassau

John F. Kennedy und Harold Macmillan am 21. Dezember 1961 auf Bermuda

Die Vereinbarung von Nassau ermöglichte Großbritannien den Kauf von US-amerikanischen Polaris-Raketen zum Aufbau einer U-Boot-gestützten nuklearen Abschreckungsstreitmacht als Ersatz für das abgebrochene gemeinsame Skybolt-Programm für eine flugzeuggestützte ballistische Rakete. Sie wurde am 21. Dezember 1962 zwischen US-Präsident John F. Kennedy und dem britischen Premier Harold Macmillan in Nassau (Bahamas) abgeschlossen.

## Sinn der Vereinbarung
Die Vereinbarung sollte die NATO-Bündnisverteidigung insbesondere in Europa sicherstellen, nachdem die USA infolge der Kuba-Krise im Oktober 1962 die Rücknahme der gegen die Sowjetunion gerichteten Stationierung von US-Mittelstreckenraketen vom Typ Jupiter in der Türkei zugesichert hatte. Außerdem sollte die Grundlage für die Entwicklung einer Multilateralen Nuklearflotte (MLF) geschaffen werden. Daneben führte sie zu einer Zementierung der „special relationship“ zwischen Großbritannien und den USA, die insbesondere nach dem amerikanischen Einschreiten gegen das britisch-französische Vorgehen während der Sueskrise 1956 eine zeitweilige Eintrübung erfahren hatte. Ein ähnliches Arrangement mit Frankreich wurde von Präsident Charles de Gaulle abgelehnt, der stattdessen den Aufbau einer von Bündnisverpflichtungen unabhängigen Atomstreitmacht vorantrieb.

## Inhalt der Vereinbarung

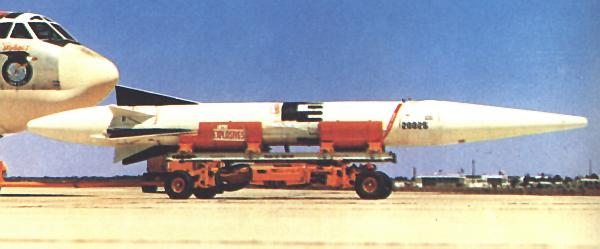
Luft-Boden-Rakete AGM-48 Skybolt

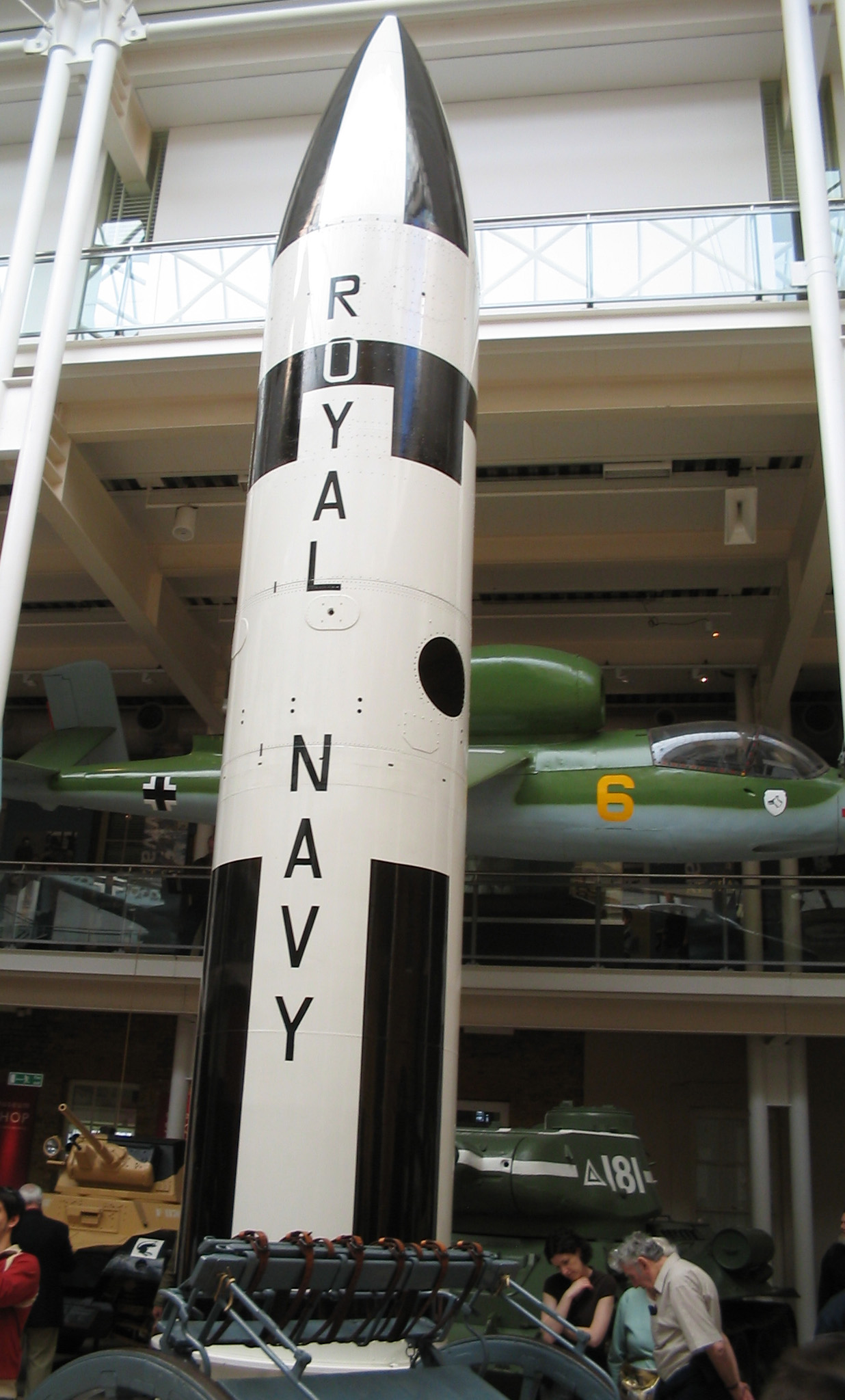
Eine britische Mittelstreckenrakete (SLBM) Polaris A2 (UGM-27B)

1. Der Präsident und der Premierminister überprüften das Entwicklungsprogramm für die Skybolt-Rakete. Der Präsident legte dar, dass man nicht länger mehr damit rechne, dass dieses sehr komplizierte Waffensystem im Rahmen des Kostenvoranschlages und der Zeitspanne fertiggestellt werden könnte, die zu Beginn des Programms dafür vorgesehen waren.
2. Der Präsident unterrichtete den Premierminister, dass er sich aus diesem Grunde und weil den Vereinigten Staaten andere Waffensysteme zur Verfügung ständen, entschlossen habe, die Pläne zum Bau der Skybolt-Rakete für die Verwendung durch die USA aufzugeben. In Anerkennung der Wichtigkeit des Skybolt-Programms für Großbritannien und eingedenk der Tatsache, dass der Zweck des im Jahre 1960 gemachten Skybolt-Angebotes an Großbritannien darin bestand, die Wirksamkeit der britischen V-Bomber verbessern und erhöhen zu helfen, gab der Präsident seine Bereitschaft zum Ausdruck, die Entwicklung der Rakete als gemeinsames Unternehmen der Vereinigten Staaten und Großbritannien weiterzuführen, wobei jedes Land den gleichen Anteil an den künftigen Kosten bis zum Abschluss der Entwicklung tragen soll. Danach könnte Großbritannien dann einen Produktionsauftrag entsprechend seinen Bedürfnissen erteilen.
3. Der Premierminister erkannte den Wert des Angebotes an, entschied jedoch nach reiflicher Erwägung, es nicht anzunehmen, und zwar auf Grund der Zweifel, die hinsichtlich der Aussichten auf Erfolg der Entwicklung des Waffensystems zum Ausdruck gebracht wurden sowie auf Grund der Unsicherheit bezüglich des Termins des Abschlusses der Entwicklungsarbeiten und der schließlichen Kosten.
4. Als mögliche Alternative schlug der Präsident vor, dass die königlich (britische) Luftwaffe die Hound-Dog-Rakete verwenden könnte. Der Premierminister erwiderte, dass er angesichts der technischen Schwierigkeiten nicht in der Lage sei, diesen Vorschlag zu akzeptieren.
5. Der Premierminister wandte sich dann der Möglichkeit zu, dass Großbritannien von den Vereinigten Staaten die Polaris-Rakete zur Verfügung gestellt würde. Nach sorgfältigen Erwägungen kamen der Präsident und der Premierminister überein, dass eine Entscheidung über die Polaris-Rakete in weitestgehendem Zusammenhang sowohl mit der künftigen Verteidigung des atlantischen Bündnisses als auch mit der Sicherheit der gesamten freien Welt geprüft werden müsse. Sie kamen zu dem Schluss, dass dieses Frage die Möglichkeit für die Ausarbeitung neuer und engerer Vereinbarungen bezüglich der Organisation und Kontrolle der strategischen Verteidigung des Westens bieten würde, und dass derartige Vereinbarungen wiederum einen wesentlichen Beitrag zum politischen Zusammenschluss der Nationen des Bündnisses darstellen könnten.
6. Der Premierminister machten den Vorschlag, dem der Präsident zustimmte, dass für die unmittelbare Zukunft damit ein Anfang gemacht werden könnte, dass man Teile der bereits vorhandenen Streitkräfte der NATO zuordnet. Dazu könnte die Abstellung von amerikanischen strategischen Streitkräften, von Teilen des britischen Bomberkommandos und von taktischen Atomstreitkräften, die jetzt in Europa unterhalten werden, gehören. Derartige Streitkräfte würden als Teil einer NATO-Atomstreitmacht zugeteilt und in Übereinstimmung mit den NATO-Plänen eingeordnet werden.
7. Auf die Polaris-Rakete zurückkommend stimmten der Präsident und der Premierminister überein, dass das Ziel ihrer beiden Regierungen in Bezug auf die Bereitstellung von Polaris-Raketen die Entwicklung einer multilateralen NATO-Atomstreitmacht in engster Beratung mit den anderen NATO-Verbündeten sein müsse. Sie wollen sich nach besten Kräften für dieses Ziel einsetzen.
8. Daher kamen der Präsident und der Premierminister überein, dass die Vereinigten Staaten auf einer kontinuierlichen Basis Polaris-Raketen (ohne Sprengsätze) für britische Unterseeboote zur Verfügung stellen werden. Die Vereinigten Staaten werden ferner die Möglichkeit prüfen, gewisse Versorgungseinrichtungen für solche Unterseeboote verfügbar zu machen. Die britische Regierung wird die Unterseeboote bauen, in die diese Waffen eingebaut werden, und ferner Kernsprengsätze für die Polaris-Raketen bereitstellen. Die auf Grund dieses Planes aufgestellten britischen Streitkräfte sollten in der gleichen Weise wie die in Punkt 6 genannten Streitkräfte zugeteilt und eingeordnet werden. Diese Streitkräfte und zumindest gleichwertige amerikanische Streitkräfte würden für die Einbeziehung in eine multilaterale Atommacht der NATO verfügbar gemacht werden. Der Premierminister stellt klar, dass diese britischen Verbände unter allen Umständen für die Zwecke der internationalen Verteidigung der westlichen Allianz eingesetzt werden, ausgenommen solche Fälle, in denen die britische Regierung entscheiden würde, dass höchste nationale Interessen auf dem Spiel stehen.
9. Der Präsident und der Premierminister sind überzeugt, dass dieser neue Plan die nukleare Verteidigung der westlichen Allianz stärken wird. In strategischer Hinsicht ist diese Verteidigung unteilbar, und es ist ihre Überzeugung, dass bei allen gewöhnlichen Umständen einer Krise oder Gefahr diese Einheit der beste Schutz des Westens ist.
10. Der Präsident und der Premierminister kamen überein, dass es wichtig ist, neben einem nuklearen Schild ebenfalls ein nichtnukleares Schwert zu haben. aus diesem Grunde stimmten sie auch darin überein, dass es von Wichtigkeit ist, die Schlagkraft ihrer konventionellen Streitkräfte auf weltweiter Basis zu erhöhen.

## Folgen der Konferenz

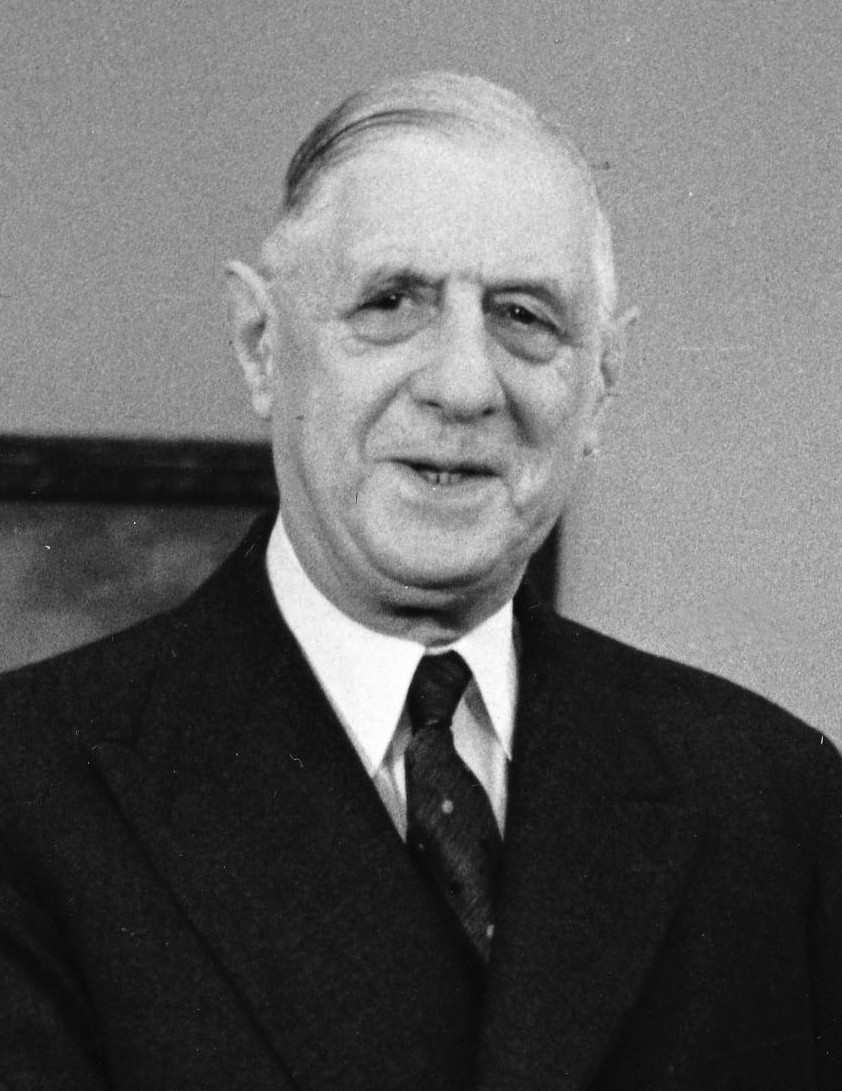
Frankreichs Staatspräsident Charles de Gaulle

Im Anschluss an der Konferenz vom 18. bis 21. Dezember 1962 in Nassau übermittelte US-Präsident John F. Kennedy ein persönliches Schreiben an den deutschen Bundeskanzler Konrad Adenauer und den französischen Staatspräsidenten Charles de Gaulle, in denen er ihnen die Ergebnisse seiner Verhandlungen mit Premierminister Harold Macmillan darlegte und der französischen Regierung dasselbe Angebot unterbreitete, das die britische Seite angenommen hat.
Diese Betonung der amerikanisch-britischen Sonderbeziehungen führten zur Verärgerung Frankreichs. Staatspräsident de Gaulle wies auf einer Pressekonferenz vom 14. Januar 1963 die in Nassau quasi als Nachtrag auch die ihm angebotenen Polaris-Raketen zurück und bekräftigte den französischen Alleingang. Dies führte zum Scheitern einer Multilateral Force (MLF) und am 1. Juli 1966 zum Rückzug Frankreichs aus der Verteidigungsorganisation des Nordatlantikpakts und de Gaulle ließ auf der Pressekonferenz verlauten, das Beitrittsgesuch Großbritanniens zur Europäischen Wirtschaftsgemeinschaft (EWG) abzulehnen. Die Beitrittsverhandlungen der EWG mit Großbritannien wurden schließlich am 29. Januar 1963 abgebrochen.
Ingenieure und Wissenschaftler entwickelten am Atomic Weapons Establishment(AWE) in Aldermaston in West Berkshire für die britischen Polaris-Raketen bis 1968 den Sprengkopf A3T. Mit dem Polaris Sales Agreement vom 6. April 1963 wurde zwischen den USA und Großbritannien der Kauf der Raketen vom Typ Polaris A-3P unterzeichnet. Das erste britische Atom-U-Boot, die HMS Dreadnought (S101), wurde am 17. April 1963 in Dienst gestellt. Die HMS Resolution (S22) war 1968 das erste britische U-Boot mit ballistischen Raketen (SSBN), das mit Polaris-Raketen bestückt war.